# 佐藤善雄
佐藤 善雄（さとう よしお、1956年9月12日 - ）は、日本のミュージシャン、音楽プロデューサー、実業家。インディーズレーベル・株式会社ファイルレコード代表取締役社長。ラッツ&スターのメンバー。ゴスペラッツとしても活動した。東京都大田区大森出身。

## 来歴
鈴木雅之とは小学校からの同級生。東海大学高輪台高等学校を卒業した後は、海苔の山本山に入社し百貨店の海苔売り場で働く一方で、1975年に鈴木が結成したドゥーワップ・グループであるシャネルズ（後のラッツ&スター）のメンバーとしてアマチュアでの音楽活動も続けていた。デビューに至るまでに数回メンバーチェンジを行ったシャネルズの中では、数少ないオリジナルメンバーの一人。1980年にシャネルズはプロデビューし、1stシングル「ランナウェイ」が大ヒットとなった。
ラッツ&スターでも1983年に「め組のひと」をヒットさせている。シャネルズ、ラッツ&スターでは顔を黒く塗ったボーカル陣の中でも最も低音のバスを担当。シャネルズの2ndアルバム『Heart&Soul』に収録されている「夢見る16歳」では桑野信義とのツインボーカルを披露しているが、この曲は桑野と共同で作詞も行っている。
ラッツ&スターの活動休止後は新人アーティストの発掘・育成業に転身。1991年にはファイルレコード社に入社し、ゴスペラーズ、RIP SLYME、EAST END×YURI、RHYMESTER、AJI、はじめ数々のアーティストを世に送り出す。現在は同社代表取締役社長。
1996年、ラッツ&スター再集結。11年ぶりのシングル『夢で逢えたら』を発売し第47回NHK紅白歌合戦に初出場を果たす。
2006年にはゴスペラーズとのコラボレーションユニットであるゴスペラッツのメンバーとしても活動した。
近年は社長業の傍ら、鈴木のコンサートへゲスト出演したり、また鈴木のアルバムに参加したりするなど、アーティスト活動も積極的に行っている。田代まさしが自身の不祥事で表舞台から姿を消してからは、鈴木、桑野に次いでラッツ&スターのメンバーでメディアに登場する機会が多くなっている。

## アーティスト活動
- 1975年、鈴木雅之らとともにシャネルズ結成。
- 1977年、YAMAHA「EAST WEST'77」入賞。予選からサザンオールスターズと競い合う。
- 1978年、YAMAHA「EAST WEST'78」優秀グループ賞受賞。同年、大瀧詠一『LET'S ONDO AGAIN』に2曲参加。
- 1980年2月25日、「シャネルズ」のメンバーとして『ランナウェイ』でデビュー。110万枚の大ヒット。その後『街角トワイライト』、『トゥナイト』、『ハリケーン』と数々のヒットを生む。
- 1983年4月1日、グループ名を「ラッツ&スター」に改名。改名後初のシングル『め組のひと』が60万枚を超える大ヒット。
- 1986年頃、ラッツ&スター活動休止。メンバーそれぞれがソロワークを始め、佐藤は音楽プロデューサーとしての道を歩む。
- 1987年、鈴木聖美のデビューに参加（鈴木聖美 with Rats&Star）。
- 1996年4月22日、ラッツ&スター再集結。11年ぶりのシングル『夢で逢えたら』を発売。代々木第一体育館等でコンサートを行なう。この年NHK紅白歌合戦に初出場。
- 2005年、「情熱大陸Special Live」において「ゴスペラッツ」（ラッツ&スター〈鈴木雅之、佐藤善雄、桑野信義〉＋ゴスペラーズ〈村上てつや、酒井雄二〉）結成。
- 2006年4月19日、デビューアルバム「ゴスペ☆ラッツ」リリース。オリコンデイリーチャートで初登場1位を獲得。大ヒットとなる。
- 2015年、デビュー35周年を記念した初のソロアルバム「Barry」をリリース。これにからんで、伊藤銀次の配信番組にも出演した[3][4]。
- 2016年9月11日、銀座ケントスにて「還暦お祝いLIVE」を開いた[5]。

## ディスコグラフィ

### シングル
| 発売日           | No.              | タイトル                                            | 規格             | 規格品番         |
| ファイルレコード | ファイルレコード | ファイルレコード                                    | ファイルレコード | ファイルレコード |
| ---------------- | ---------------- | --------------------------------------------------- | ---------------- | ---------------- |
| 2016年6月29日    | 1                | Sixty Candles feat. 桑野信義                        | CD               | FRCD-243         |
| 2016年6月29日    | 2                | My Love                                             | CD               | FRCD-243         |
| 2016年6月29日    | 3                | Sixty Minute Man (Single ver.) feat. ムーンドックス | CD               | FRCD-243         |
| 2016年6月29日    | 4                | Sixty Candles (Off Vocal ver.) feat. 桑野信義       | CD               | FRCD-243         |
| 2016年6月29日    | 5                | My Love (Off Vocal ver.)                            | CD               | FRCD-243         |
| 2018年5月23日    | 1                | 30th                                                | CD               | FRCD-244         |
| 2018年5月23日    | 2                | 25 / FUTURE FILE 25 ALL STARS                       | CD               | FRCD-244         |
| 2018年5月23日    | 3                | 30th (Inst.)                                        | CD               | FRCD-244         |

### アルバム

#### オリジナル・アルバム
| 発売日           | タイトル | 規格             | 規格品番         |
| ファイルレコード | ファイルレコード | ファイルレコード | ファイルレコード |
| ---------------- | --- | ---------------- | ---------------- |
| 2015年3月25日    | Barry 1. 珊瑚記念日～35年のキセキ(Type M)～ 2. 愛のセレナーデ 3. 珊瑚記念日～35年のキセキ(Type K)～ 4. Sixty Minute Man(a cappella) / 佐藤善雄 feat. ムーンドックス 5. 25 / FUTURE FILE 25 ALL STARS 6. ランナウェイ(a cappella) / AJI+佐藤善雄 7. Liner Notes(35年の軌跡でミラクル、未来来る) / 立川談慶 | CD               | FRCD-240         |

#### オムニバス・アルバム
- 15 Gems Of File Records - Filed Songs（2014年5月23日、ファイルレコード、FRCD-236）-「ランナウェイ (アカペラヴァージョン)」AJI + 佐藤善雄 (新録)、「25」FUTURE FILE 25 ALL STARS収録。

## 作品
- 夢見る16歳　（シャネルズ『Heart & Soul』収録）
桑野信義とのツインボーカル、共同作詞
- 25　（FUTURE FILE 25 ALL STARS）
ファイルレコード25周年記念盤、作詞